# Institut for Arkitektur og Medieteknologi
Institut for Arkitektur og Medieteknologi er et institut på Aalborg Universitet under Det Tekniske Fakultet for IT og Design. På instituttet er de primære fokusområder arkitektur, design, medier og teknologi.

## Uddannelser
| - Bachelor: - Arkitektur og Design - Medialogi | - Kandidat: - Medialogi - Architecture - Lighting Design - Industrial Design - Urban Design - Service Systems Design - Sound and Music Computing - Mobilities & Urban Studies |